# Sarcophaga namaquensis
Sarcophaga namaquensis är en tvåvingeart som beskrevs av Zumpt 1951. Sarcophaga namaquensis ingår i släktet Sarcophaga och familjen köttflugor. Inga underarter finns listade i Catalogue of Life.